# Epactoides lissus
Epactoides lissus är en skalbaggsart som beskrevs av Lebis 1953. Epactoides lissus ingår i släktet Epactoides och familjen bladhorningar. Inga underarter finns listade i Catalogue of Life.